# Vasim Mammadaliyev
 (septembre 2024).
Vasim Mammadaliyev (en azéri :Vasim Məmmədəli oğlu Məmmədəliyev ; né le 27 août 1942 à Bakou et mort le 13 octobre 2019 à Bakou) est un scientifique orientaliste, professeur (1979) ; Membre à part entière de l'Académie nationale des sciences d'Azerbaïdjan (2007); Scientifique émérite d'Azerbaïdjan (1992) et du Daghestan (2003); Président du Conseil scientifique et religieux de l'Administration des musulmans du Caucase (1997).

## Carrière
En 1968, Vasif Mammadaliyev commencé à travailler à l'Université d'État d'Azerbaïdjan; 
en 1981-1991 il est doyen de la Faculté des études orientales;
en 1991-1992 - vice-recteur des facultés des sciences humaines;
en 1993-2018 - doyen de la faculté de théologie;
depuis 1991 - chef du département de philologie arabe.
Il est l'auteur de la traduction du livre sacré du Coran en langue azerbaïdjanaise avec l'académicien Ziya Bunyadov. La traduction a été publiée pour la première fois en 1991.
Il est l'auteur de 20 livres et de plus de 600 articles scientifiques.

## Participation à des séminaires, colloques et conférences internationaux
- Russie — 1978, 1981
- Pologne — 1979, 1995
- États-Unis — 1996
- Indonésie — 1998, 1996, 2000
- Irak — 2000, 2004
- Turquie — 2002, 2004
- Iran — 2002, 2004
- Géorgie — 2005
- France — 2005
- Égypte — 2006

## Prix
- Titre honorifique de « Scientifique émérite de la République d'Azerbaïdjan » — 28 octobre 1992
- Titre honorifique de « Scientifique émérite de la République du Daghestan » en 2003
- Ordre de la Gloire (Azerbaïdjan) — 26 août 2002[4].
- Ordre d'honneur — 30 octobre 2009[5]
- Bourse personnelle du Président de la République d'Azerbaïdjan — 30 août 2012
- Prix international « Golden Sycamore » — 10 mai 2017[6]